# Suicide au parc
Suicide au parc (Suicidio al parco) est une nouvelle fantastique, appartenant au registre du réalisme magique, écrite par l'écrivain italien Dino Buzzati et incluse dans le recueil de nouvelles Le K publié en 1966. 

## Résumé
Stefano Ingrassia (Stéphane en français), jeune agent de publicité, vit à Milan avec sa femme Faustina. Stefano attrape subitement « la maladie des automobiles » qui bouleverse sa vie et celle de sa femme Faustina. Celle-ci va alors se transformer en voiture. Les années passent et Faustina se dégrade ; Stéfano décide donc de la revendre. En revenant de chez le vendeur, Stéfano s'arrête dans un café ; Faustina repart alors seule et se jette contre les ruines d'un château où elle prend feu. Faustina s'est suicidée.

## Réalisme magique de la nouvelle
La métamorphose de Faustina en voiture est habilement décrite par Buzzati  : au fil de la première lecture, le lecteur ne réalise pas immédiatement que Faustina est devenue une voiture, mais le comprend grâce à des allusions, comme quand Buzzati décrit Stephano au volant de sa belle voiture  : « Le volant pulpeux au toucher, la vitesse d'athlète ». Stefano ne fait plus qu'un avec elle, l'automobile et la belle femme ne faisant plus qu'une. C'est ici que réside le réalisme magique de la nouvelle, car au début, le récit paraît tout à fait réaliste, mais progressivement Buzzati teinte ce réalisme de fantastique. Buzzati fait une personnification. 